# Prowincja Nghệ An
Nghệ An wymowaⓘ – prowincja Wietnamu, znajdująca się w północnej części kraju, w Regionie Wybrzeża Północno-Środkowego. Na zachodzie prowincja graniczy z Laosem.

## Podział administracyjny
W skład prowincji Nghệ An wchodzi osiemnaście dystryktów i jedno miasto.
- Miasta:

1. Vinh

- Dystrykty:

1. Anh Sơn
2. Con Cuông
3. Cửa Lò
4. Diễn Châu
5. Đô Lương
6. Hưng Nguyên
7. Kỳ Sơn
8. Nam Đàn
9. Nghi Lộc
10. Nghĩa Đàn
11. Quế Phong
12. Quỳ Châu
13. Quỳ Hợp
14. Quỳnh Lưu
15. Tân Kỳ
16. Thanh Chương
17. Tương Dương
18. Yên Thành